# 惠運
惠運（日语：／、延曆17年（798年）- 貞觀11年9月23日（869年10月31日）），平安時代前期的真言宗僧侶，師承實惠和尚。出身於山城国，俗姓安曇氏，法名恵運，亦可書寫為慧運。為入唐八家（最澄・空海・常暁・円行・円仁・恵運・円珍・宗叡）的其中一人。

## 生平

### 早年經歷
最初在東大寺泰基和尚、藥師寺仲繼和尚門下學習法相教学。
824年（天長元年），在真言宗實惠的門下受具足戒後得以入法門。
此後日本關東地區審閱、校訂、編纂經書。之後，歷任筑紫觀世音寺的講師等職。

### 渡唐
842年（承和9年），隨唐朝商人李處人的商船自平戶港渡海入唐，進入浙江溫州。
其後於長安青龍寺受義真和尚灌頂、並在五台山·天台山巡拜。

### 返回日本
847年（承和14年）歸國，並呈出八家請來目錄（日語：八家請来目録）。
848年（承和15年），承女御藤原順子願，前往京都設立安祥寺。隨後任僧都、謂称「安祥寺僧都」。